# Pango
Pango es una biblioteca de código abierto para el diseño y dibujo de texto internacional como parte del conjunto GTK+ y por lo tanto del entorno gráfico GNOME para sistemas operativos GNU/Linux. El nombre pango procede del griego pan: todo (en griego Παν) más la palabra del japonés go: idioma (en japonés 語, lenguaje).
Pango está diseñado de forma modular, esto significa que Pango puede ser usado por aplicaciones de diferentes arquitecturas o metodologías de programación. Para cada caso existen diferentes opciones:
- Tipos de letra (mal llamados fuentes) FreeType y bibliotecas fontconfig. En este caso se puede usar Cairo, las bibliotecas Xft, o directamente un búfer de la memoria sin usar bibliotecas adicionales.
- tipos nativos de Microsoft Windows. En este caso se puede usar Cairo, o la API nativa Win32.
- tipografías en MacOS X usando ATSUI. En este caso sólo se puede usar Cairo.

La integración de Pango con Cairo otorga realmente una completa solución al manejo y generación de texto. Además los gráficos suelen ser de muy alta calidad. Pango soporta prácticamente la mayoría de los sistemas de escritura, como hebreo, árabe, etc.
Pango depende de la biblioteca GLib.